# Søborg (Gribskov)
Pour les articles homonymes, voir Søborg.
Søborg est une commune du Danemark, située dans la région Hovedstaden de la capitale Copenhague.

## Présentation
Søborg est une commune située dans la municipalité de Gribskov, dans le nord de l’île de Seeland, près de la ville de Gilleleje. Elle est connue depuis le Moyen Âge en raison de la présence d'une ancienne forteresse, le château de Søborg.
La bourgade de Søborg comptait 241 habitants en 2014.

## Personnalités liées
- Mâliâraq Vebæk (1917-2012),  enseignante et écrivaine.

## Lien externe

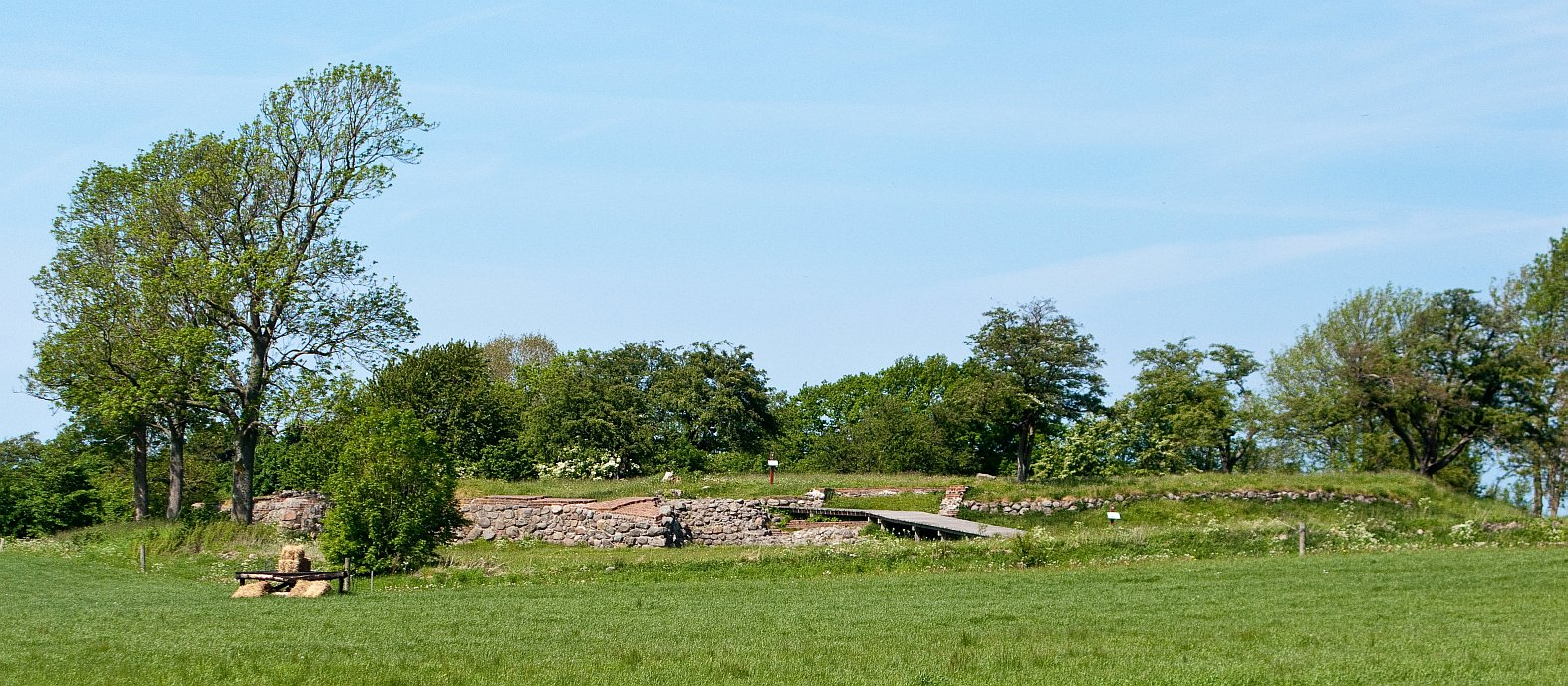
Ruines du château-fort médiéval de Søborg.